# 삼청공원
삼청 공원(三淸公園)은 서울 종로구 삼청동에 있는 공원으로 고려 충신 정몽주와 그 어머니의 시조비가 있으며, 공원 복판에 약수터가 있다.
삼청동 계곡 일대가 공원이 되어야 한다는 논쟁이 1929년부터 시작되어 1934년 3월에 조선총독부로부터 경성부가 삼청동 안 임야 5만평을 빌려 공원의 면모를 갖추었다. 순환도로, 산책도로, 정자 벤치, 풀장 등의 시설을 설치하였는데 1940년 3월 12일에는 도시계획공원 제1호로 지정되었다. 광복 후에는 각종 군민회 향우회 등이 이곳에서 열렸다.

## 지하철
● 수도권 전철 3호선 안국역 (2번출구) 삼청터널방향 도보로 35분
 본 문서에는 서울특별시에서 지식공유 프로젝트를 통해 퍼블릭 도메인으로 공개한 저작물을 기초로 작성된 내용이 포함되어 있습니다.